# L'Hôme-Chamondot
L'Hôme-Chamondot là một xã thuộc tỉnh Orne trong vùng Normandie tây bắc nước Pháp. Xã này nằm ở khu vực có độ cao trung bình 248 mét trên mực nước biển.